# Selenia gamra
Selenia gamra là một loài bướm đêm trong họ Geometridae.